# Spaniens Grand Prix 2008
Spaniens Grand Prix 2008 var det fjärde av 18 lopp ingående i formel 1-VM 2008.

## Rapport
Kimi Räikkönen i  Ferrari tog pole position före Fernando Alonso i Renault, Felipe Massa i Ferrari, Robert Kubica i BMW och Lewis Hamilton och Heikki Kovalainen i McLaren.
Räikkönen tog starten och Massa passerade Alonso redan i första kurvan varefter de båda förarna kontrollerade loppet och gav Ferrari en dubbelseger. Alonso såg ut att ta sin första pallplats men tvingades bryta på grund av motorproblem. Tredjeplatsen togs istället av Hamilton cirka en och en halv sekund före Kubica. Kovalainen kraschade in i en däckmur i cirka 240 km/h då hans vänstra framhjul gick sönder, men han klarade sig undan utan allvarliga skador.

## Resultat
1. Kimi Räikkönen, Ferrari, 10 poäng
2. Felipe Massa, Ferrari, 8

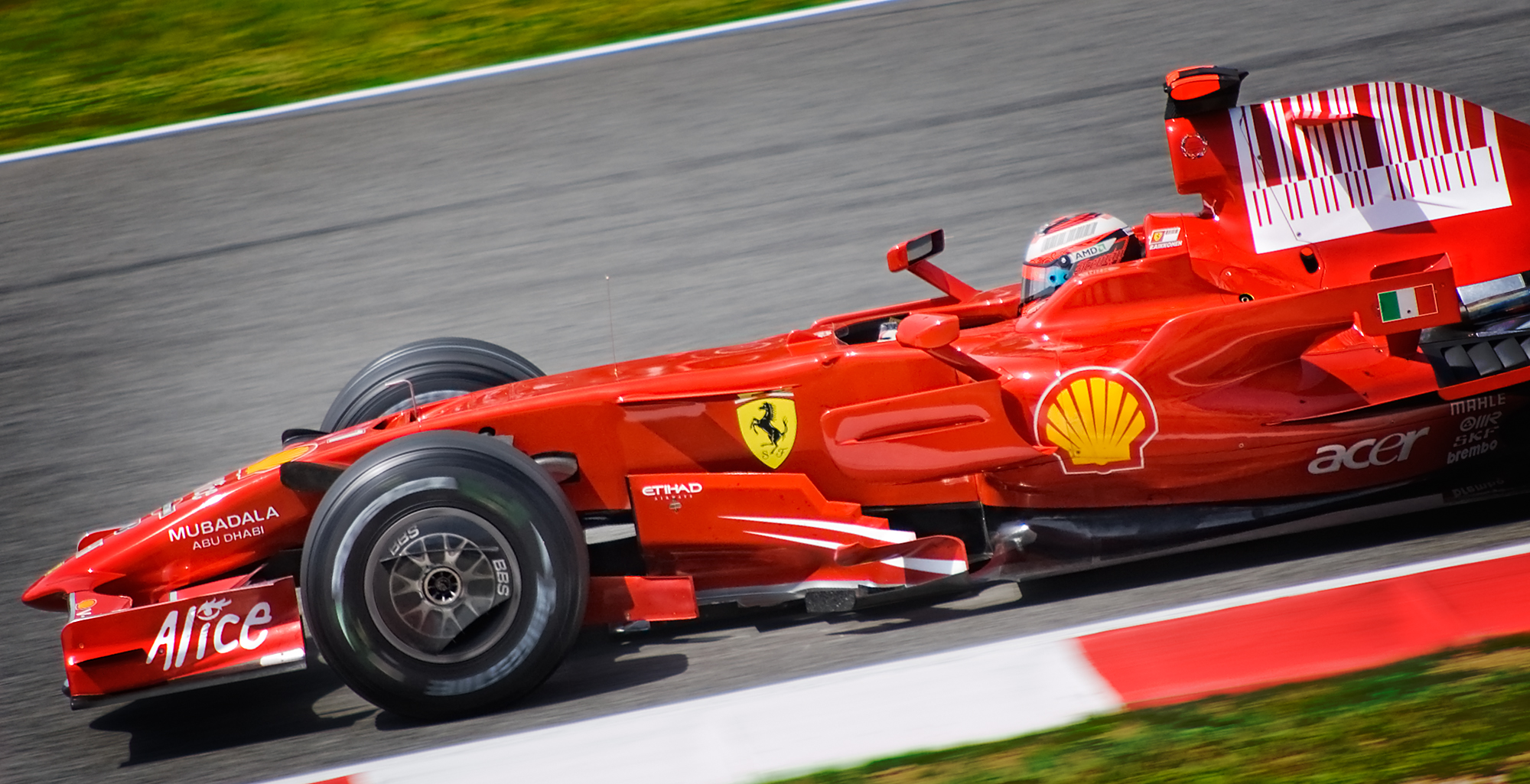
Kimi Räikkönen vann loppet.

3. Lewis Hamilton, McLaren-Mercedes, 6
4. Robert Kubica, BMW, 5
5. Mark Webber, Red Bull-Renault, 4
6. Jenson Button, Honda, 3
7. Kazuki Nakajima, Williams-Toyota, 2
8. Jarno Trulli, Toyota, 1
9. Nick Heidfeld, BMW
10. Giancarlo Fisichella, Force India-Ferrari
11. Timo Glock, Toyota
12. David Coulthard, Red Bull-Renault
13. Takuma Sato, Super Aguri-Honda

### Förare som bröt loppet
- Nico Rosberg, Williams-Toyota (varv 41, mekaniskt)
- Fernando Alonso, Renault (34, motor)
- Rubens Barrichello, Honda (34, olycka)
- Heikki Kovalainen, McLaren-Mercedes (21, olycka)
- Anthony Davidson, Super Aguri-Honda (8, kylare)
- Sébastien Bourdais, Toro Rosso-Ferrari (7, olycka)
- Nelsinho Piquet, Renault (6, olycka)
- Adrian Sutil, Force India-Ferrari (0, olycka)
- Sebastian Vettel, Toro Rosso-Ferrari (0, olycka)